# Кладань
Кла́дань (босн. Kladanj, серб. Кладањ) — город, центр одноимённой общины в Боснии и Герцеговине.

## География
Кладань расположена вдоль реки Дриняца у подножья горы Конюх. Находится на северо-востоке Боснии и Герцеговины. Высота города — 560 метров, площадь 325 км². 